# Stuart David

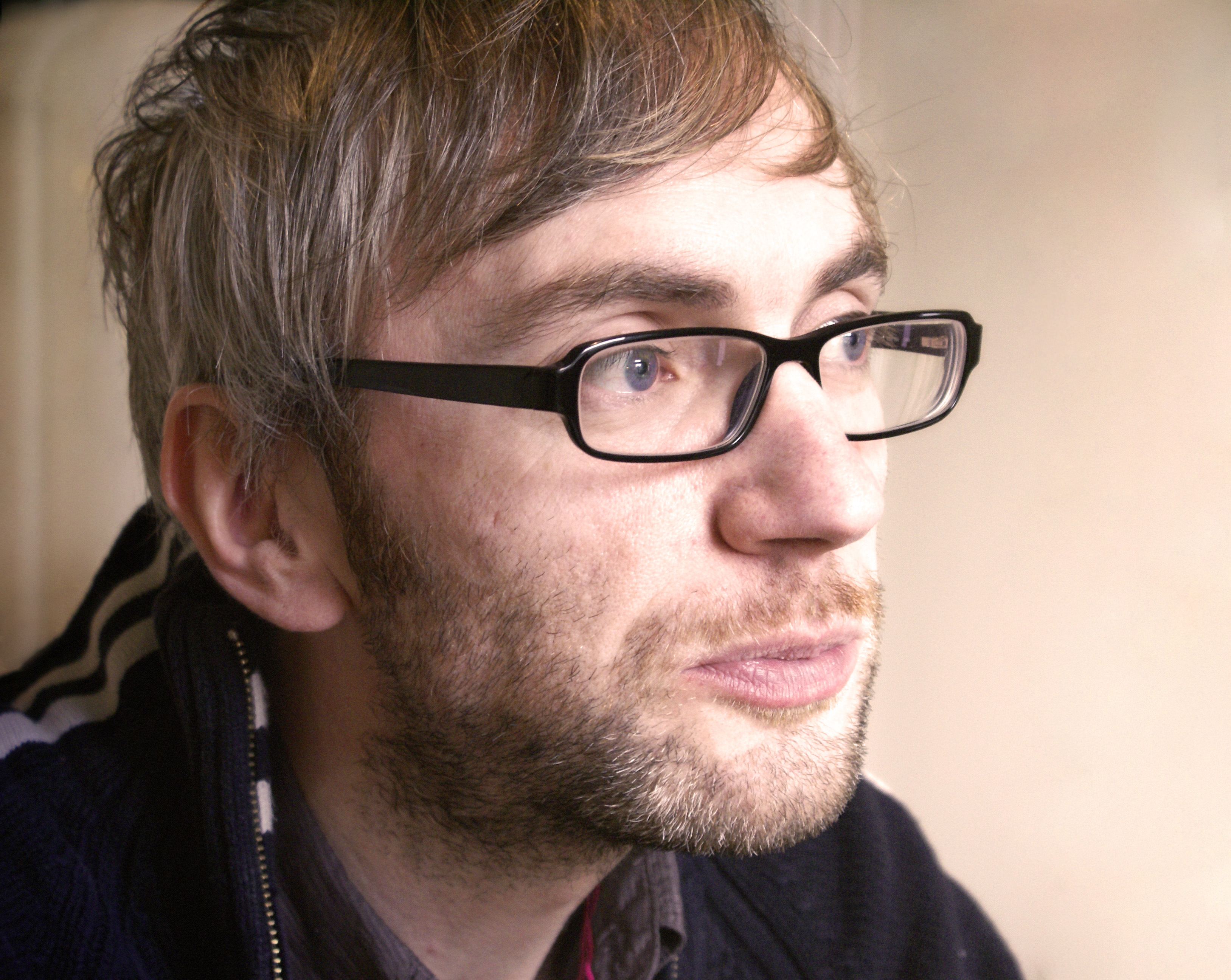

Stuart David (Glasgow, 1970) es cofundador y bajista del grupo Belle & Sebastian. Colabora desde 1999 en el proyecto multimedia Looper.
Escribió el libro Lo que Nalda decía antes de conocer al grupo Belle & Sebastian, pero no fue hasta después, gracias a haberse hecho conocido, que I.M.P. Fiction decidió publicarla. La novela ha sido traducida al italiano, alemán, holandés, noruego, japonés, español y sueco.